# Budapest Titans 2018
Questa voce raccoglie le informazioni riguardanti i Budapest Titans nelle competizioni ufficiali e amichevoli della stagione 2018.

## Divízió I 2018

### Stagione regolare
| Fót 7 aprile 2018, ore 15:00 3ª giornata | Budapest Titans | 0 – 21 | Szombathely Crushers | Balogh Sándor Sportcentrum |

| Nyírábrány 29 aprile 2018, ore 15:00 6ª giornata | Debrecen Gladiators | 55 – 14 | Budapest Titans |  |

| Dunaújváros 12 maggio 2018, ore 14:00 7ª giornata | Budapest Titans | 6 – 20 | Szekszárd Bad Bones | Eszperantó úti sportpálya |

| Budapest 20 maggio 2018, ore 14:00 8ª giornata | Budapest Titans | 0 – 20 | Budapest Cowbells 2 |  |

| Miskolc 2 giugno 2018, ore 15:00 10ª giornata | Miskolc Renegades | 13 – 16 | Budapest Titans | Ifjúsági Sporttelep |

| Budapest 23 giugno 2018, ore 15:00 12ª giornata | Budapest Eagles 2 | 0 – 44 | Budapest Titans | Sport13 |

## Statistiche di squadra
| Competizione      | %Vittorie | In casa | In casa | In casa | In casa | In casa | In casa | In trasferta | In trasferta | In trasferta | In trasferta | In trasferta | In trasferta | Totale | Totale | Totale | Totale | Totale | Totale |
| Competizione      | %Vittorie | G       | V       | N       | P       | Pf      | Ps      | G            | V            | N            | P            | Pf           | Ps           | G      | V      | N      | P      | Pf     | Ps     |
| ----------------- | --------- | ------- | ------- | ------- | ------- | ------- | ------- | ------------ | ------------ | ------------ | ------------ | ------------ | ------------ | ------ | ------ | ------ | ------ | ------ | ------ |
| Stagione regolare | .333      | 3       | 0       | 0       | 3       | 6       | 61      | 3            | 2            | 0            | 1            | 74           | 68           | 6      | 2      | 0      | 4      | 80     | 129    |
| Totale            | .333      | 3       | 0       | 0       | 3       | 6       | 61      | 3            | 2            | 0            | 1            | 74           | 68           | 6      | 2      | 0      | 4      | 80     | 129    |